# 川上そ菜販売農業協同組合
川上そ菜販売農業協同組合（かわかみそさいはんばいのうぎょうきょうどうくみあい）は、長野県川上村に本店を置く農業協同組合（専門農協）。蔬菜販売・営農指導事業に特化している。略称はJA川上そ菜販売、JAまるそ（〇そ）又はまるそ（〇そ）農協。

## 主な産品
- レタス
- サニーレタス
- グリーンリーフレタス
- 白菜
- キャベツ
- グリーンボール

## 関連事業
- 本店にENEOSのSSを開設している[1]。